# Álex Valle
Álex Valle Gómez (Badalona, 25 april 2004) is een Spaanse voetballer die doorgaans als linksback speelt voor Como. Hij stroomde door vanuit de jeugdopleiding van FC Barcelona.

## Clubcarrière
Valle werd in 2014 opgenomen in La Masia, nadat hij eerder bij de lokale clubs Gramenet en Sant Gabriel had gespeeld. Hij maakte zijn debuut voor Barça Atlètic op 19 maart 2022, toen hij in de basis begon in een 2–1 overwinning in de Primera Federación thuis tegen UE Cornellà.
Op 1 november 2022 werd Valle voor het eerst in de selectie opgenomen voor de UEFA Champions League-wedstrijd van FC Barcelona tegen FC Viktoria Plzeň; hij bleef op de bank in de 4–2 uitoverwinning. Op 31 januari 2024 verlengde Valle zijn contract tot 2025 en werd hij direct uitgeleend aan FC Andorra, een club van Gerard Piqué uit de Segunda División, voor de rest van het seizoen.  
In de zomer werd hij vervolgens op 14 augustus 2024 uitgeleend aan UD Levante. Valle maakte zijn debuut voor UD Levante op 3 maart 2023, toen hij Jacobo González verving in een 0–0 gelijkspel thuis tegen UD Las Palmas.
Op 10 juli 2024 meldde hij zich weer bij Barça onder Hansi Flick voor de medische keuring en de voorbereidingen voor het nieuwe seizoen.
Hij werd kort daarna uitgeleend aan Celtic, waar hij een goede indruk maakte. Eind januari 2025 maakte hij echter de overstap naar Como, om daar te spelen onder de eveneens Catalaanse trainer Cesc Fàbregas.
Op 3 juni 2025 kondigde beide clubs aan dat Valle definitief de overstap maakt naar Como.

## Clubstatistieken
| Seizoen | Club           | Land               | Competitie            | Competitie | Competitie | Beker | Beker | Supercup | Supercup | Europees | Europees | Totaal | Totaal |
| Seizoen | Club           | Land               | Competitie            | Wed.       | Dlp.       | Wed.  | Dlp.  | Wed.     | Dlp.     | Wed.     | Dlp.     | Wed.   | Dlp.   |
| ------- | -------------- | ------------------ | --------------------- | ---------- | ---------- | ----- | ----- | -------- | -------- | -------- | -------- | ------ | ------ |
| 2021/22 | FC Barcelona B | Vlag van Spanje    | Primera División RFEF | 3          | 0          | —     | —     | —        | —        | —        | —        | 3      | 0      |
| 2022/23 | FC Barcelona B | Vlag van Spanje    | Primera División RFEF | 19         | 0          | —     | —     | —        | —        | —        | —        | 19     | 0      |
| 2022/23 | → FC Andorra   | Vlag van Spanje    | Segunda División A    | 7          | 0          | 0     | 0     | —        | —        | —        | —        | 7      | 0      |
| 2023/24 | → Levante UD   | Vlag van Spanje    | Segunda División A    | 29         | 0          | 0     | 0     | —        | —        | —        | —        | 29     | 0      |
| 2024/25 | → Celtic FC    | Vlag van Schotland | Scottish Premiership  | 4          | 0          | 2     | 0     | —        | —        | 4        | 0        | 10     | 0      |
| 2024/25 | → Como 1907    | Vlag van Italië    | Serie A               | 0          | 0          | 0     | 0     | 0        | 0        | 0        | 0        | 0      | 0      |
| Totaal  | Totaal         | Totaal             | Totaal                | 62         | 0          | 2     | 0     | 0        | 0        | 4        | 0        | 68     | 0      |